# Peugeot Type 68
La Peugeot Type 68 est un modèle d'automobile produit par le constructeur français Peugeot en 1905.